# Wienerfilharmonikernas nyårskonsert 2015

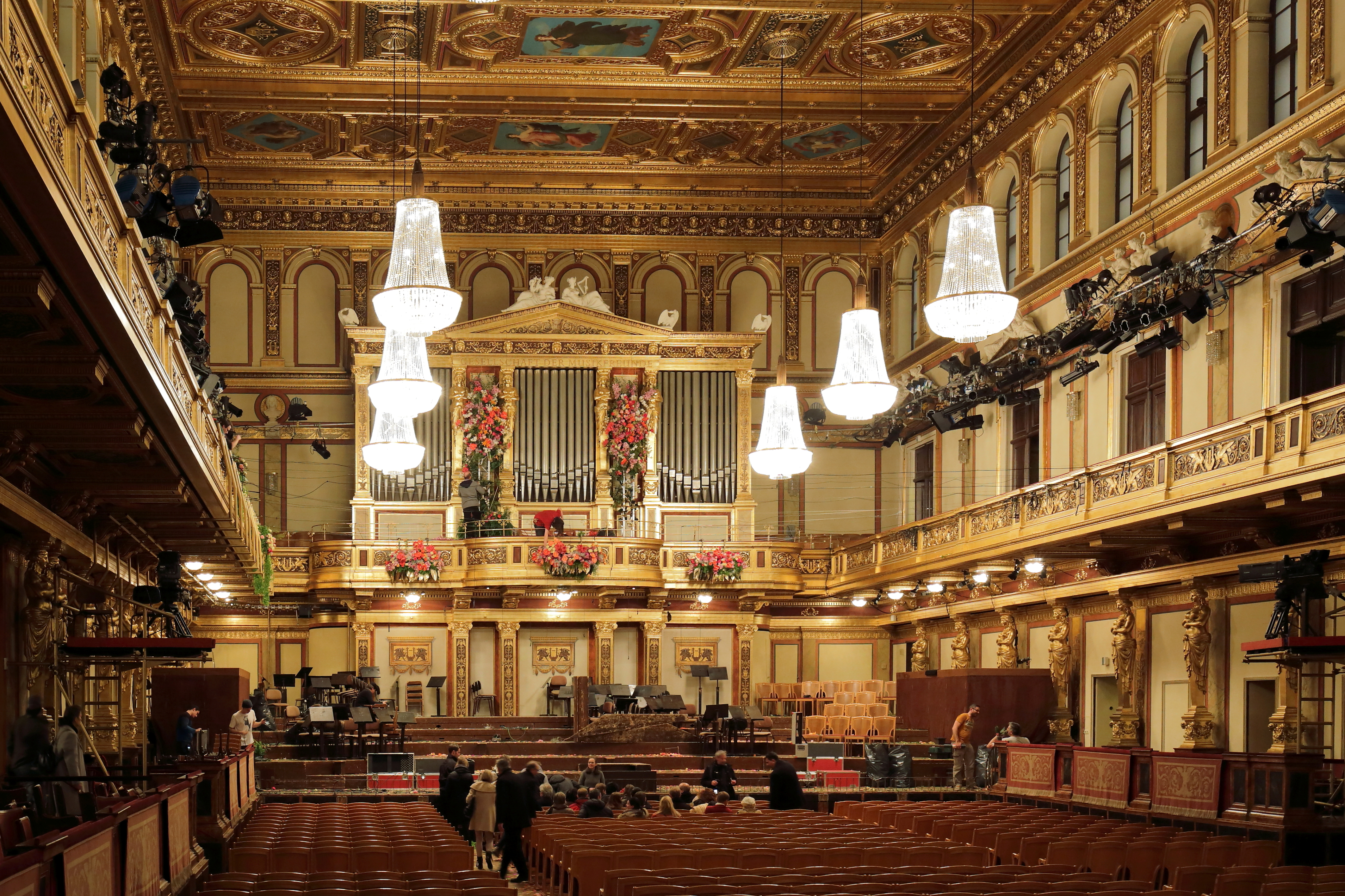
Gyllene salen i Wiener Musikverein (ca 2 timmar efter avslutningen av 2015 års nyårskonsert.)

Wienerfilharmonikernas nyårskonsert 2015 räknas som den 75:e nyårskonserten från Wien och ägde rum den 1 januari 2015 i Wiens Musikverein. Dirigent var för femte gången Zubin Mehta, som även dirigerade konserterna 1990, 1995, 1998 och 2007.

## Historia
Strikt räknat var det Wienerfilharmonikernas 71:a nyårskonsert, eftersom det inte var förrän 1946 som namnet introducerades. Dessutom var det den 76:e Årsskifteskonserten, då det vid årsskiftet 1939/40 gavs en Außerordentliches Konzert (extraordinär konsert) av Wienerfilharmonikerna, som dock ägde rum på nyårsafton 1939. Från 1941 dirigerades nyårskonserten av Clemens Krauss, med undantag för åren 1946 och 1947 då Krauss förbjöds att dirigera på grund av sin närhet till nazistregimen och ersattes av Strausspecialisten Josef Krips.
Efter Clemens Krauss död 1955 följde Willi Boskovsky, konsertmästare i Wienerfilharmonikerna, som dirigerade konserten 25 gånger i rad. Från 1980 till 1986 följde sju konserter med dirigenten Lorin Maazel, som tjänstgjorde som chef för Wiener Staatsoper från 1982 till 1984. Därefter beslutade Wienerfilharmonikerna att bjuda in en ny dirigent varje år.

## Konserten
Programmet ägnades särskilt åt två jubileer: 650 år sedan Wiens universitet grundades den 12 mars 1365 - med balettmellanspel av Studenten-Polka och valsen Wein, Weib und Gesang som hade spelats in vid universitetet under hösten - och 200 år sedan Technische Universität Wien grundades den 6 november 1815 som det "kejserliga och kungliga polytekniska institutet" - med verken Perpetuum mobile, Accelerationen, Electro-magnetische-Polka och Mit Dampf.
Kompositören och musikern Josef Strauss strävade ursprungligen inte efter en musikalisk karriär, men avslutade sina studier vid dåvarande Polytechnic Institute - dagens tekniska universitet - och arbetade därefter också som platschef för byggandet av ett överfallsvärn i Trumau, Niederösterreich, och designade två gatusopare. Det var inte förrän Johann Strauss den yngre återvände från en konsertturné på senhösten 1852, helt utmattad, som Josef var tvungen att kliva in som kapellmästare i Strausskapellet året därpå. Det var då att han komponerade sitt första verk, valsen Die Ersten und die Letzten (i den felaktiga uppfattningen att detta var hans första och samtidigt sista verk). Nästa vals kallade han logiskt sett Die Ersten nach den Letzten. Han komponerade så småningom över 300 verk.
Även Johann Strauss den yngre studerade vid dåvarande Wien Polytechnic Institute efter examen från Schottengymnasium 1841, men lämnade institutet strax efter Joseph Lanners död 1843 för att ägna sig åt sin musikaliska utbildning, i syfte att ta Lanners plats i Wiens musikliv.
Mehta tillägnade Annen-Polka sin fru Nancy Kovack. Nancy är en variant av förnamnet Anna.
Fyra verk framfördes för första gången som en del av en nyårskonsert, inklusive valsen An der Elbe av Johann Strauss den yngre, som uruppfördes 1892 i Wiens Musikverein, Studenten-Polka och Freiheitsmarsch.

### Blomsterutsmyckningar
Blomsterdekorationerna, bestående av 30 000 blommor, utfördes för första gången i samarbete mellan Wiens stadsträdgård och österrikiska trädgårdsmästare och blomsterhandlare, färgerna på blommorna rosa-pink, orange och äggula var avsedda att påminna om dirigentens indiska rötter. Blommorna certifierades med Fair Flowers Fair Plants (FFP) godkännande.

## Program

### 1:a delen
- Franz von Suppé: Ouvertyr till Ein Morgen, ein Mittag, ein Abend in Wien
- Johann Strauss den yngre: Märchen aus dem Orient, Vals, op. 444
- Josef Strauss: Wiener Leben, Polka française, op. 218*
- Eduard Strauß: Wo man lacht und lebt, Polka schnell, op. 108*
- Josef Strauss: Dorfschwalben aus Österreich, Vals, op. 164
- Johann Strauss den yngre: Vom Donaustrande, Polka schnell, op. 356

### 2:a delen
- Johann Strauss den yngre: Perpetuum mobile, Musikalischer Scherz, op. 257
- Johann Strauss den yngre: Accelerationen, Vals, op. 234
- Johann Strauss den yngre: Electro-magnetische-Polka, op. 110
- Eduard Strauß: Mit Dampf, Polka schnell, op. 70
- Johann Strauss den yngre: An der Elbe, Vals, op. 477*
- Hans Christian Lumbye: Champagnegaloppen, op. 14
- Johann Strauss den yngre: Studenten-Polka, Polka française, op. 263*
- Johann Strauss den äldre: Freiheits-Marsch, op. 226*
- Johann Strauss den yngre: Annen-Polka, op. 117
- Johann Strauss den yngre: Wein, Weib und Gesang, Vals, op. 333
- Eduard Strauss: Mit Chic, Polka schnell, op. 221[15][16]

### Extranummer
- Johann Strauss den yngre: Explosions-Polka, op. 43[17]
- Johann Strauss den yngre: An der schönen blauen Donau, Vals, op. 314
- Johann Strauss den äldre: Radetzkymarsch, op. 228

Verkförteckningen och verkens ordning finns på Wienerfilharmonikernas webbplats.
 Verk markerade med * spelades för första gången vid en nyårskonsert.

## Balettinslag
Solisterna i Wien State Ballet dansade i kostymer från de wienska designermärkena Elfenkleid och Petar Petrov. Liksom 2012 var koreografin av italienaren Davide Bombana.

## Biljetter
Biljettpriserna för de tre konserterna vid årsskiftet 2014/15 varierade mellan 35 och 940 euro för nyårskonserten den 1 januari 2015, mellan 20 och 720 euro för nyårskonserten, som ägde rum som generalrepetition dagen innan, och mellan 130 och 380 euro för förhandsvisningen den 30 december 2014 (ingen ståplats såldes för denna konsert). Programmet var detsamma för alla tre konserterna. Registreringar för biljetter accepterades på Internet från 2 till 23 januari 2014, varefter biljetterna lottades ut bland alla registreringar.

## Pausfilm
Den 25 minuter långa pausfilmen Der Boulevard – Die Wiener Ringstraße 1865–2015, regisserad av Felix Breisach, tillägnades 150-årsjubileet av Ringstraße i Wien, som invigdes den 1 maj 1865 av kejsar Frans Josef I av Österrike i närvaro av kejsarinnan Elisabeth, ett flertal ärkehertigar, ministrar och representanter för staden Wien med borgmästare Andreas Zelinka. Fotografier av olika byggnader längs Ringstrasse visades, inklusive Wiener Staatsoper, parlamentet, rådhuset, Wiens universitet, Urania, Votivkirche, Hofburg, Kunsthistorisches och Naturhistorisches Museum, Musikverein-byggnaden, Burggarten, Wiener Stadtpark, Rossauer Kaserne, Österreichische Postsparkasse samt regeringsbyggnaden.
Dessutom visades en spårvagn med logotypen och inskriptionen av Eurovision Song Contest 2015, som ägde rum i Wien i maj 2015.

### Musik
- Shkëlzen Doli: Albanian Soul[22]
- Wolfgang Amadeus Mozart: Menuetto, Trio (Flöjt, Klarinett, Fagott)
- Claude Debussy: Beau Soir
- Richard Strauss: Der Rosenkavalier, Valsparafras
- Olivier Truan: The Chase (Flöjt, Klarinett)
- Carlos Gardel: Por una Cabeza, Tango

### Artister
Philharmonic Ensemble – Vienna:
- Shkëlzen Doli, Violin
- Holger Groh, Viola
- Sebastian Bru, Violoncello
- Gottlieb Wallisch, Piano

Blåsare:
- Karl-Heinz Schütz, Flöjt
- Daniel Ottensamer, Klarinett
- Benedikt Dinkhauser, Fagott

## Utsändningar

### TV
För den 57:e ORF-sändningen användes 14 HDTV-kameror. För andra gången var Michael Beyer ansvarig för att regissera konserten och baletten. Barbara Rett tog återigen över kommentationen för ORF och ZDF. Den brittiska skådespelerskan Julie Andrews kommenterade för amerikansk tv, liksom tidigare år.
Konserten sändes i 92 länder runt om i världen och sågs av mer än 50 miljoner TV-tittare.
På den europeiska kontinenten sändes konserten till alla EU-medlemsstater utom Luxemburg och Malta: Albanien (RTSH), Azerbajdzjan (ICTIMAI), Bosnien och Hercegovina (BHRT), Georgien (GTVR), Gibraltar (GBC), Island (RUV), Kosovo (RTK), Makedonien (MKRTV), Moldavien (TRM), Monaco (FR2), Montenegro (RTCG), Norge (NRK), Ryssland (RTR Kultura), Serbien (RTS), Schweiz (SRF/3SAT, RTS, TSI), Sverige (SVT) Turkiet (TRT) och Ukraina (ZIK TV).
I regionen Nord- och Sydamerika till följande länder: Bahamas (CNS), Barbados (CBC), Kanada (delvis) (WNET/PBS), Costa Rica (Canal7/SKY), Kuba (ICRT), Dominikanska republiken (SKY Centralamerika), El Salvador (SKY Centralamerika), Guatemala (Canal7/SKY Centralamerika), Honduras (SKY Centralamerika), Jamaica (CVM Jamaica), Mexiko (SKY Mexico), Nicaragua (Ratensa / SKY Centralamerika), Panama (SKY Centralamerika), Paraguay (Canal 9), Peru (Canal 9), USA (WNET/PBS).
I Asien/Oceanien: Australien (SBS Australia), Bangladesh (Maasranga TV), Bhutan (BBS), Folkrepubliken Kina (CCTV), Cooköarna (CITV), Fiji (Fiji TV), Hong Kong (ATV), Indien (Doordarshan TV), Indonesien (Metro TV), Japan (NHK), Kiribati (Fiji TV), Sydkorea (KBS), Maldiverna (Male TV), Marshallöarna (OTV), Mikronesien (OTV), Nauru (Fiji TV), Nepal (NTV), Palau (OTV), Papua Nya Guinea (Fiji TV), Nya Zeeland (MTV), Samoa (SBC/Fiji TV), Salomonöarna (Fiji TV), Sri Lanka (RC), Taiwan (TTV), Tonga (TBC/Fiji TV), Tuvalu (Fiji TV), Vanuatu (VBTC/Fiji TV).
I Afrika: Mauritius (MBC), Moçambique (SOICO), Namibia (NBC), Seychellerna (SBC), Sydafrika (SABC), Tanzania (ITV).
Traditionellt upprepade 3sat konserten på TV den första lördagen på året (3 januari) och ORF i sin "matiné på semestern" på trettondagen 6 januari.

### Radio
I Österrike sändes konserten på Österreich 1 av ORF.  I Tyskland tog de offentliga programföretagen BR-Klassik, SWR2 och Kulturradio (rbb) över nyårskonserten.

### Internet
Som en särskild tjänst erbjöd ORF också möjligheten att följa konserten live online i bild och ljud: ORF-TVthek levererade livevideoströmmen på TVthek.ORF.at i hela Österrike. Dessutom var nyårskonserten tillgänglig som video-on-demand i hela Österrike i sju dagar efter TV-sändningen.

## Inspelningar
Inspelningen av konserten var ett av de mest sålda albumen 2015 i Österrike.

## Weblänkar
- Neujahrskonzert 2015 mit Zubin Mehta auf austriancharts.at